# Mirza Fatali Akhundov
Mirzä Fätäli Akhundov (Ahundzadä) (în azeră: Mirzə Fətəli Məhəmmədtağı oğlu Axundov (Axundzadə) (n. 12 iulie 1812, Șaki, Azerbaijan - d. 9 martie 1878, Tbilisi, Georgia) a fost prozator, dramaturg, filozof iluminist și om politic azer, întemeietorul literaturii realiste și al teatrului național azer.
Este considerat și unul dintre fondatorii literaturii moderne iraniene și unul dintre precursorii curentului naționalist iranian.

## Opera
- 1850: Aventurile vizirului din Lenkoran ("Sərgüzəști Vəziri-Xani Lənkəran") - comedie de critică socială
- 1852: Hadji Gara ("Hacı Qara") - comedie
- 1857: Stele înșelate ("Aldanmıș Kəvakib") - povestire satirică
- Povestea lui Molla Ibrahimkhalil, chimistul ("Hekayəti-Molla Ibrahimxəlil Kimyagər")
- Povestea domnului Jordan și a dervișului Mastali-Șah ("Hekayəti Müsyö Jordan və Dərviș Məstəli Șah")

## Reforma alfabetului
Un altă mare realizare a lui Akhundov o constituie trecerea de la alfabetul arab la cel latin dar cu unele caractere suplimentare care să satisfacă fonetica limbii azere.
Reforma a fost începută în 1850 și s-a continuat cu mai multe versiuni, iar scrierea actuală se bazează pe o a treia astfel de versiune.

## Atitudine socială
Akhundov consideră arta ca factor al progresului social.
Protestul social, pe care îl exprimă în opera sa, conduce la ideea lichidării feudalismului chiar prin violență.